# 何塞·瓦倫汀
何塞·安東尼奧·瓦倫汀（José Antonio Valentín，1969年10月12日—），波多黎各前棒球運動員，位置為內野手。他曾為美國職業棒球大聯盟密爾沃基釀酒人隊、芝加哥白襪隊、洛杉磯道奇隊和紐約大都會隊效力。
2013年世界棒球經典賽期間，瓦倫汀擔任波多黎各棒球代表隊助理教練。他於2013年11月19日被任命為聖地牙哥教士隊的一壘教練，並任職至2015年。

## 外部連結
- 球員資訊和成績在MLB，ESPN，Baseball-Reference，Fangraphs，Baseball-Reference (Minors)（英文）